# Xisaishan (Huangshi)
Xisaishan (chiń. upr. 西塞山区; chiń. trad. 西塞山區; pinyin Xīsàishān Qū) – dzielnica w północnej części prefektury miejskiej Huangshi w prowincji Hubei w Chińskiej Republice Ludowej. Według danych z 2010 roku, liczba mieszkańców dzielnicy wynosiła 233708.